# Артабаз I
Артабаз (грец. Αρτάβαζος, 5 століття до нашої ери) — один з перських вождів, що брали участь у поході Ксеркса на греків.
Був сином Фарнака, молодшого брата Віштаспи, батька Дарія I, тобто двоюрідним братом останнього й стрийком царя Ксеркса I.
Брав участь ув ійні проти греків на чолі загонів парфян і хорасміїв. Проводив Ксеркса після битви при Саламіні до Абідоса, на зворотному шляху до Греції взяв в облогу місто Олінфос, який захопив, але невдало штурмував фортецю Потідею. Потім приєднався до війська Мардонія і після платейської поразки у 479 році до н.е. з 40 000 воїнів суходолом прискореними конвертаціями відступив. Потім через його посередництво Ксеркс вів переговори зі спартанський царем Павсанієм, якого було передано 500 талантів золотом.
478 року до н.е. призначено сатрапом Геллеспонської Фригії (замість Мегабата). На цій посаді спільно з Мегабізом, сатрапом Сирії у 456—454 роках до н.е. брав участьу  придушенні повстання в Єгипті та боротьбі проти афінян, що видилися у гирлі Нілу. У 452—450 роках до н..е брав участь у придушенні повстання на Кіпрі та боротьбі проти афінського стратега Кімона. 449 року до н.е. брав участьу розробці положень Калліївого миру, що завершим греко-перські війни. 

## Родина
- Фарнабаз